# Åke Göransson (myndighetschef)
Karl Åke Göransson, född 6 maj 1958, död 31 december 2019, var en svensk teolog och direktör för Myndigheten för stöd till trossamfund.

## Biografi
Göransson föddes i Dalarna och avlade teol. kand-examen. Han tillhörde katolska kyrkan och arbetade bland annat som studierektor och biskopsdelegat för utvecklingsfrågor vid Katolska biskopsämbetet och biträdande ekumenisk handläggare. Han var bland annat styrelseledamot i Sveriges Kristna Råd, studieförbundet Sensus och tankesmedjan Sektor 3. Han var ordförande för Kyrkornas EU-kontor och ledamot i Regeringens råd för kontakt med trossamfunden. Den 15 mars 2010 blev han generalsekreterare för dåvarande Nämnden för statligt stöd till trossamfund (SST) (senare direktör för Myndigheten för stöd till trossamfund).
Göransson avled 2019 under en semesterresa till Rumäniens huvudstad Bukarest. Han är begravd på Berthåga kyrkogård i Uppsala.